# Мидунги
Миду́нги — национальный парк на юго-востоке Мадагаскара, в котором находится второй по величине тропический лес острова. Площадь национального парка — 1920 км².

## География
Национальный парк Мидунги находится в юго-восточной части Мадагаскара, в 90 км к юго-западу от города Вангаиндрано. Ландшафт парка разнообразен: крутые горы и глубокие долины, покрытые густым влажным лесом. В низинах текут реки и находятся болота. Высота над уровнем моря варьируется от 700 до 1680 м.

## Климат
Климат национального парка очень влажный и прохладный. Среднегодовая температура — 18 °C.

## История
Мидунги стал заповедной зоной в 1953, а статус национального парка получил в 1997 году.

## Растительность
Национальный парк богат растениями-эндемиками, особенно лекарственными видами, например Mystroxylon aethiopicum. Основными деревьями в лесу являются виды брахилены, калофиллумы, криптокарии, дальбергии, диоспиросы, элеокарпусы, эвгении и другие.

## Животный мир
Животный мир лесов национального парка разнообразен. Здесь зарегистрировано 93 вида птиц, 52 из них — эндемики Мадагаскара. Распространены лемуры рода сифаки, руконожки ай-ай и красноошейниковые лемуры. Зарегистрировано 30 видов амфибий и 11 рептилий.

## Туризм
В настоящее время в парке нет туристической инфраструктуры, общественного транспорта, установленных маршрутов и нет жилья. Из-за влажного климата туристам необходимо брать с собой непромокаемую одежду.